# Roeboides bouchellei
Roeboides bouchellei es una especie de peces de la familia Characidae en el orden de los Characiformes.

## Morfología
Los machos pueden llegar alcanzar los 8,2 cm de longitud total.

## Alimentación
Come  escamas de peces carácidos, cíclidos y otros e insectos acuáticos.

## Hábitat
Vive en zonas de clima subtropical entre 21 °C - 36 °C de temperatura.

## Distribución geográfica
Se encuentran en Centroamérica: ríos de la vertiente pacífico (desde la península de Sona - Panamá - hasta México) y de la vertiente atlántica (entre el lago de Managua y Honduras ).